# Візова політика Ємену
Відвідувачі Ємену повинні отримати візу від одного з посольств якщо вони не належать до однієї з країн візового режиму, громадяни якої можуть її отримати після прибуття.

## Карта візової політики

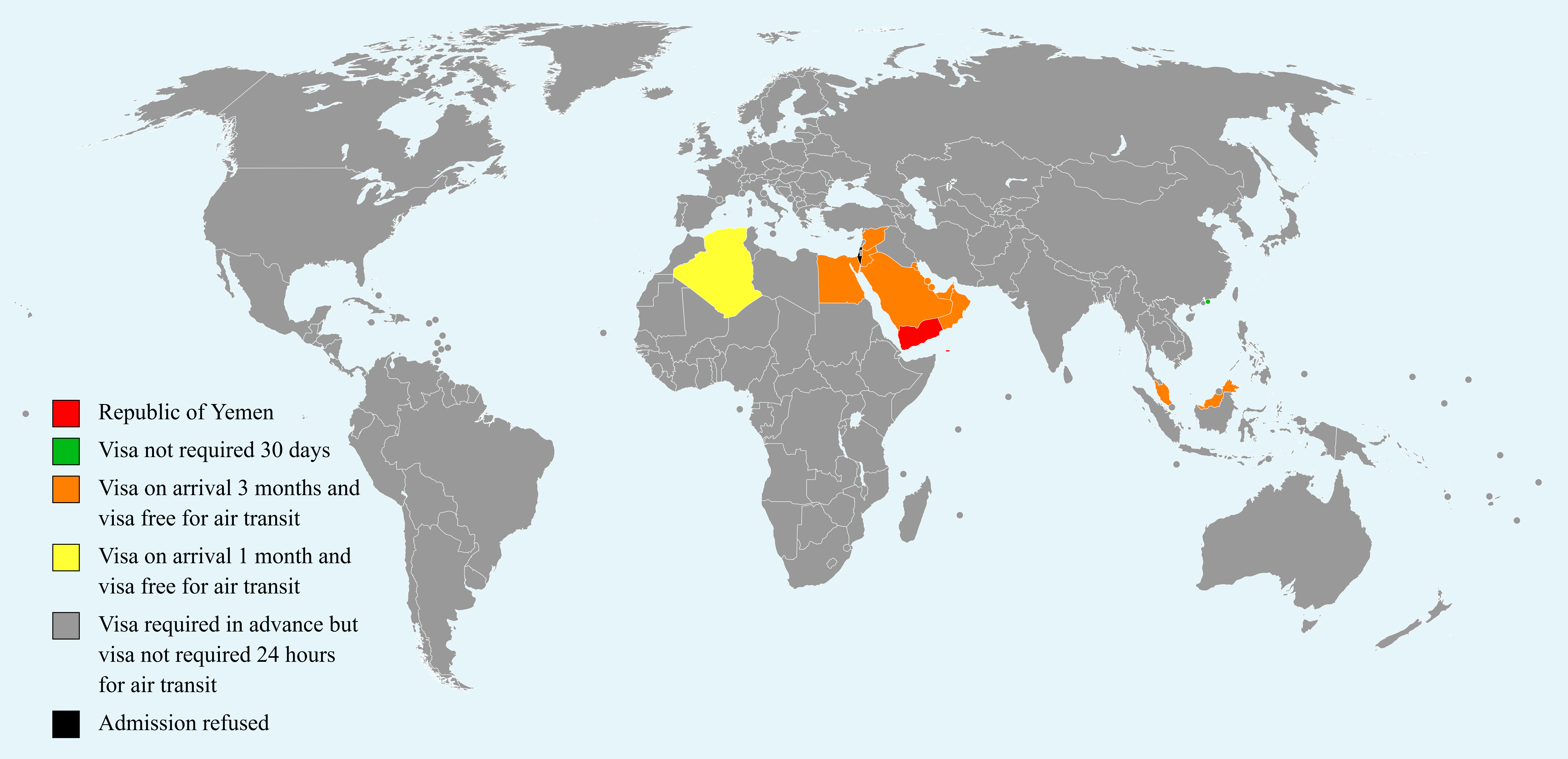
Візова політика Ємену

## Віза непотрібна
Китайським громадянам  Гонконгу  терміном до 30 днів.
Віза не потрібна для тих, хто є єменського походження, якщо мати ідентифікаційний документ Ємену або 
доказ існування єменського походження. Походження можна підтвердити свідоцтвом про народження або будь-яким документом 
одного з батьків, який має єменське походження.

## Віза по прибутті
Громадяни наступних 11 країн можуть отримати візу після прибуття до Ємену терміном дії до 3 місяців:
| - Алжир (1 місяць) - Бахрейн - Єгипет - Йорданія - Кувейт - Малайзія | - Оман - Катар - Саудівська Аравія - Сирія - ОАЕ |  |

## Транзит
Пасажири можуть здійснювати транзит без візи за допомогою квитка на переліт до третьої країни протягом 24 годин. 
Вони повинні  залишатись у міжнародній транзитній зоні аеропорту та мати документи, необхідні для перельоту в наступний пункт призначення.

## Нестандартні паспорти
Власники дипломатичних чи службових/спеціальних паспортів Куба, Чехія, Джибуті, Ефіопія, Мавританія, Марокко, Пакистан, Туреччина та власники дипломатичних паспортів Лівія, Угорщина,Палестина при наявності авторизованого VIP-паспорту можуть отримати візу після прибуття.

## Ізраїль
Власникам Ізраїльської візи (або відмітки про перебування в Ізраїлі) буде відмовлено у в'їзді у Ємен.